# 존 페이즈

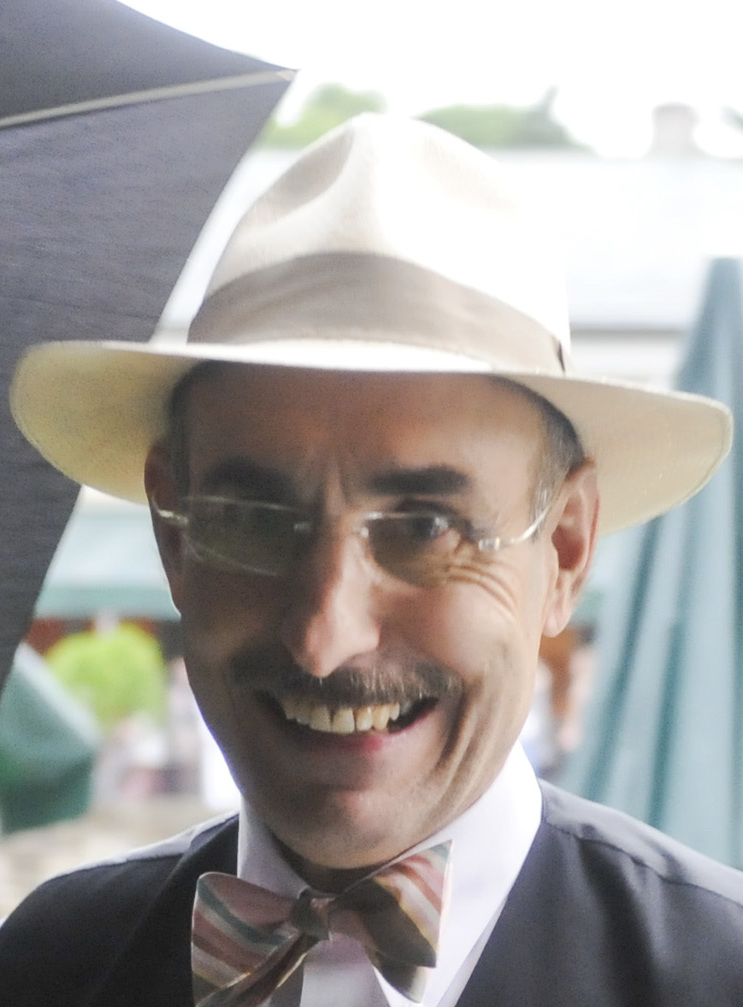

존 페이즈(John Paizs, 1957년 1월 1일 ~ )는 캐나다의 영화 감독, 배우이다.
캐나다에서 태어났다.

## 영화
- 아이 엠 샘 (2001년)
- 기 마댕 - 여명을 기다리며 (1997년)
- 크라임 웨이브 (1985년)